# Microfonismo

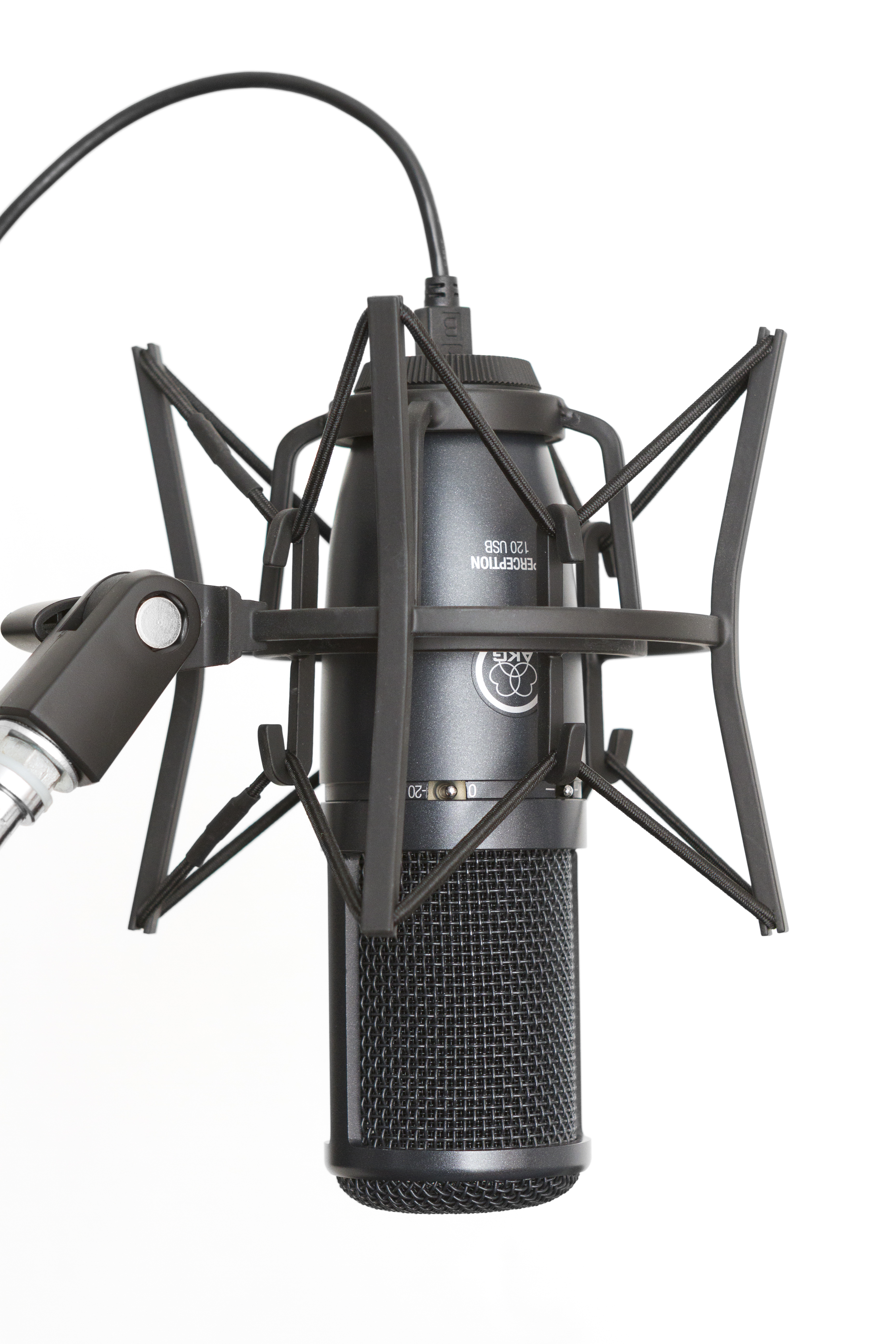
Micrófono de condensador con montaje flotante para evitar el microfonismo

El microfonismo es el efecto de modulación que se produce mecánicamente en un circuito electrónico. Es algo no deseado, que se suele paliar embebiendo el circuito en parafina o silicona.
Cuando alguna parte del circuito de un oscilador se somete a una acción mecánica, como golpes o vibraciones, esto hace variar su frecuencia de oscilación, y el resultado es una señal a la frecuencia del oscilador y modulada en FM por la señal mecánica.
El término  microfonismo  expresa pues, una perturbación mecánica causada por vibraciones, que influye en ciertos componentes (como un tubo de vacío, o un condensador variable, etc ..) introduciendo señales eléctricas no deseadas en un sistema (el circuito de placa en el caso de un tubo de vacío -tanto oscilador como amplificador-).
La prueba habitual para verificar el microfonismo consiste en golpear el tubo de vacío con un martillito de goma o con una pequeña pelota de goma, mientras está funcionando como amplificador (o como oscilador).

## Reproductores de compact disc
Un diseño diferente se encuentra en algunos reproductores de discos compactos, en los que unas gomas tándem sostienen la mecánica del disco y el conjunto de la lectura, con lo que los aíslan de las vibraciones externas.

## Goma-tándem anti-microfonismo
Para evitar el microfonismo, en particular en las etapas de entrada de los amplificadores de alta ganancia, los ingenieros de diseño solían montar el conjunto tubo-zócalo de estas etapas, a prueba de sacudida, mediante unas pequeñas gomas-tándem colocadas en los orificios de los tornillos, dejando el conjunto tubo-zócalo en una situación "flotante".
Los diseñadores de tubo de microondas tomaron numerosas medidas para reducir el microfonismo en los klystrons. Cuando la sintonización era esencial, generalmente se alcanzaba un compromiso entre la resistencia del klistrón al microfonismo y el rendimiento obtenible.